# Воля-Яблонська
Воля-Яблонська (пол. Wola Jabłońska) — село в Польщі, у гміні Раконевиці Ґродзиського повіту Великопольського воєводства.
Населення — 231 особа (2011).
У 1975-1998 роках село належало до Познанського воєводства.

## Демографія
Демографічна структура станом на 31 березня 2011 року:
|          | Загалом | Допрацездатний вік | Працездатний вік | Постпрацездатний вік |
| -------- | ------- | ------------------ | ---------------- | -------------------- |
| Чоловіки | 120     | 29                 | 80               | 11                   |
| Жінки    | 111     | 29                 | 64               | 18                   |
| Разом    | 231     | 58                 | 144              | 29                   |